# Madey Ridge
Il Madey Ridge (in lingua inglese: Dorsale di Madey) è una dorsale montuosa, che si sviluppa in direzione nordovest a partire dal Monte Moffat, lungo il versante settentrionale del Berquist Ridge, nel Neptune Range dei Monti Pensacola in Antartide. 
La dorsale è stata mappata dallo United States Geological Survey (USGS) sulla base di rilevazioni e foto aeree scattate dalla U.S. Navy nel periodo 1956-66.
La denominazione è stata assegnata dall'Advisory Committee on Antarctic Names (US-ACAN) in onore di Jules Madey, un radioamatore di Clark nel New Jersey, che aveva attivato numerosi collegamenti telefonici tra il personale in Antartide e quello negli Stati Uniti, nel periodo 1957-67.